# جورج سوندرز (مصارع رياضي)
جورج سوندرز هو مصارع رياضي كندي، ولد في 28 مايو 1949.

## وصلات خارجية
- جورج سوندرز على موقع أوليمبيديا (الإنجليزية)